# Murat Uyurkulak
 (décembre 2023).
La mise en forme du texte ne suit pas les recommandations de Wikipédia : il faut le « wikifier ».
Les points d'amélioration suivants sont les cas les plus fréquents. Le détail des points à revoir est peut-être précisé sur la page de discussion.
- Les titres sont pré-formatés par le logiciel. Ils ne sont ni en capitales, ni en gras.
- Le texte ne doit pas être écrit en capitales (les noms de famille non plus), ni en gras, ni en italique, ni en « petit »…
- Le gras n'est utilisé que pour surligner le titre de l'article dans l'introduction, une seule fois.
- L'italique est rarement utilisé : mots en langue étrangère, titres d'œuvres, noms de bateaux, etc.
- Les citations ne sont pas en italique mais en corps de texte normal. Elles sont entourées par des guillemets français : « et ».
- Les listes à puces sont à éviter, des paragraphes rédigés étant largement préférés. Les tableaux sont à réserver à la présentation de données structurées (résultats, etc.).
- Les appels de note de bas de page (petits chiffres en exposant, introduits par l'outil «  Source ») sont à placer entre la fin de phrase et le point final[comme ça].
- Les liens internes (vers d'autres articles de Wikipédia) sont à choisir avec parcimonie. Créez des liens vers des articles approfondissant le sujet. Les termes génériques sans rapport avec le sujet sont à éviter, ainsi que les répétitions de liens vers un même terme.
- Les liens externes sont à placer uniquement dans une section « Liens externes », à la fin de l'article. Ces liens sont à choisir avec parcimonie suivant les règles définies. Si un lien sert de source à l'article, son insertion dans le texte est à faire par les notes de bas de page.
- La présentation des références doit suivre les conventions bibliographiques. Il est recommandé d'utiliser les modèles {{Ouvrage}}, {{Chapitre}}, {{Article}}, {{Lien web}} et/ou {{Bibliographie}}. Le mode d'édition visuel peut mettre en forme automatiquement les références.
- Insérer une infobox (cadre d'informations à droite) n'est pas obligatoire pour parachever la mise en page.

Pour une aide détaillée, merci de consulter Aide:Wikification.
Si vous pensez que ces points ont été résolus, vous pouvez retirer ce bandeau et améliorer la mise en forme d'un autre article.
Murat Uyurkulak (né en 1972 à Aydın) est un traducteur et écrivain turc.
Il a longtemps travaillé au journal Radikal. Ses articles ont été publiés dans des magazines tels que Milliyet Sanat, Gate, Radikal Kitap. Son premier roman, Tol, a été adapté pour la scène par le Tiyatro Oyunevi sous la direction de Mahir Günşiray. Tol a été publié en Allemagne en 2008 sous le nom de Zorn, en France en 2010 sous le nom de Tol et en Italie en 2016.
Il a quitté le groupe internet Afli Filintalar, où il publiait ses articles, en raison de l'attitude de certains écrivains à l'égard de l'attaque de Reyhanlı et de la résistance de Gezi.
En 2016, il participe à l'écriture du scénario de la série télévisée « Babam ve Ailesi ».
Il a fait partie du groupe de journalistes qui ont pris la responsabilité d’éditeur en chef de garde du journal Özgür Gündem, dont tous les rédacteurs et journalistes ont été arrêtés, pour défendre des médias libres et indépendants et le fait que le journalisme n'est pas un crime. Uyurkulak, parmi les autres intellectuels, a été condamné à 22 mois de prison pour propagande terroriste mais il a été libéré après avoir déclaré lors de son procès qu'il « ne commettra plus ces crimes. »

## Œuvre
- Tol : un roman de vengeance (2002)
  - En français : Tol, Galaade éd., 2010, traduction de Jean Descat
  - Tol signifie « vengeance » en kurde
- Har : un roman d'apocalypse (2006)
- Bazuka (Nouvelles, 2011)
- Merhume (Roman, 2016)
- Delibo (Roman,  2020)
- Hoca, Baba, Amca, Ben (Nouvelles, 2021)